# Uroš Kodelja
Uroš Kodelja, slovenski kajakaš, * 15. avgust 1974, Nova Gorica. 
Kodelja je za slovenijo nastopil na Poletnih olimpijskih igrah 2004 v Atenah, kjer je osvojil 10. mesto.